# Tommy Hutton
Thomas George Hutton (né le 20 avril 1946 à Los Angeles, Californie, États-Unis) est un ancien joueur de baseball et un commentateur sportif.
Il joue 952 matchs de la Ligue majeure de baseball sur 12 saisons de 1966 à 1981, comme joueur de premier but et voltigeur des Dodgers de Los Angeles (1966 et 1969), des Phillies de Philadelphie (1972-1977), des Blue Jays de Toronto (1978) et des Expos de Montréal (1978-1981). Il a frappé pour ,248 de moyenne au bâton au cours de sa carrière, réussi 410 coups sûrs dont 22 circuits, récolté 196 points marqués et 186 points produits et maintenu un pourcentage de présence sur les buts de ,339. À Montréal, il est connu pour avoir créé le BUS Squad (« l'escouade BUS »), qui remet un prix du type « employé du mois » pour souligner l'apport, souvent négligé, des joueurs d'utilité, réservistes ou frappeurs suppléants. BUS Squad est d'ailleurs un acronyme pour « Broke Underrated Superstars », ou en français « superstars fauchées et sous-estimées ».
Après sa retraite sportive, il est en ondes à la radiodiffusion des matchs de baseball des Expos aux côtés de Dave Van Horne à la radio anglophone CFCF 600 de Montréal de 1982 à 1986. Il est commentateur sportif au fil des ans pour ESPN ainsi que pour la diffusion de matchs des Yankees de New York de 1987 à 1989 et des Blue Jays de Toronto de 1990 à 1996. Depuis 1997, il est analyste lors des matchs télévisés des Marlins de Miami pour Fox Sports Florida et Sun Sports.